# Anesthesia
Anesthesia (bra Anestesia) é um filme estadunidense de 2015, dos gêneros drama e suspense, escrito e dirigido por Tim Blake Nelson.